# Dirty South Dance 2
Dirty South Dance 2 est la deuxième mixtape du genre mash-up sortie par A-Trak le 17 mai 2010 sur internet. Il s'agit d'un mélange de musique hip-hop et électronique relativement atypique et fait suite à Dirty South Dance sorti en 2007. Le visuel de la pochette a été réalisé par Shepard Fairey comme l'opus précédent.

## Titres
1. Intro
2. Trizzy turnt up
3. How long can U bake
4. We don't want no goblins
5. She got a dum donk
6. Whatever you shoot
7. Ice cream on blast
8. Carte Blanche: Do! Do! Do! (Avec Kid Sister)
9. Twerk that driver
10. Vampires going ham
11. Loonies to blow
12. Make the trap wile out
13. O let's overdo it
14. Donnis: Gone (DJ Craze Remix)
15. Ain't I a joker

## Formats
Dirty South Dance 2 a été mis en ligne sur le site officiel d'A-Trak, sous divers formats numériques (Mp3 320k, Mp3 VBR, AAC, FLAC, Ogg Vorbis, ALAC)
Une édition collector physique a ensuite été éditée. Elle fut composée du disque, d’un t-shirt et d’un poster numéroté et signé de la main d'A-Trak et de Shepard Fairey. Seulement 500 exemplaires ont été mis en vente.

## Décomposition des morceaux
Voici la liste des différents titres utilisés dans cette mixtape:
1. Intro
  - Roscoe Dash - All the Way Turnt Up
  - Claude VonStroke - Vocal Chords (Original Mix)
2. Trizzy Turnt Up
  - Roscoe Dash - All the Wat Turnt Up
  - Claude VonStroke - Vocal Chords (Original Mix)
3. How Low Can U Bake
  - Ludacris - How Low Can You Go
4. We Don’t Want No Goblins
  - Lil' Wayne - We Be Steady Mobbin
  - Pryda - Rakfunk (Original Mix)
5. She Got a Dum Donk
  - Soulja Boy Tell 'Em - She Got a Donk
  - Martin Brothers - Dum (Original Mix)
6. Whatever You Shoot
  - Kanye West/John Legend - Whatever You Want
  - Bag Raiders - Shooting Stars (Siriusmo Remix)
7. Ice Cream On Blast
  - Dorrough - Ice Cream Paint Job
  - The Ones - Blast (Out of Space Dub)
8. Carte Blanche (Avec Kid Sister)- Do! Do! Do!
9. Twerk That Driver
  - Project Pat - Twerk Dat Ass
  - Jan Drivers - Tellyfoam (Original Mix)
10. Vampires Going Ham
  - Pill - Trap Goin Ham
  - DJ Touche - Vampires (Original Mix)
11. Loonies To Blow:
  - Birdman - Money To Blow
  - David Guetta & Afrojack (Feat. Wynter Gordon) - Toyfriend (Instrumental)
12. Make The Trap Wile Out
  - OJ Da Juiceman - Make The Trap
  - DJ Zinc/Ms. Dynamite - Wile Out (Instrumental)
13. O Lets Overdo It
  - Wacka Flocka - O Lets Do It
  - Steve Angello - Knas
14. Donnis - Gone (DJ Craze remix)
15. Ain’t I A Joker
  - Yung LA - Ain’t I
  - Joker - Tron (Original Mix)